# Iboji
Iboji (tudi Ibojci) so etnična in jezikovna skupina v Nigeriji.
Iboji so stara sudanska črnska etnična skupnost, ki govori isti jezik in jo sestavlja okoli 30 plemen. Danes živijo največ v jugovzhodni Nigeriji in štejejo okoli 4,5 milijona ljudi. Iboji, ki so bili že zelo zgodaj pokristjanjeni, se ukvarjajo predvsem s poljedelstvom in z živinorejo. Kot rokodeleci so odlični tkalci in lončarji. V ibojski umetnosti je vidna velika raznolikost, predvsem v izdelavi plastik. Izdeljujejo kultne like kipov in mask svojih prednikov. V Nigeriji predstavljaji vodilno plast prebivalstva.
Ibojski jezik, ki pripada gvinejski jezikovni skupini, je bil v prejšnih časih trgovski jezik, ki so ga uporabljala številna plemena pri trgovanju.
Sužnji, ki so izhajali iz ibojskih plemen, so bili v Ameriki poznani kot Eboe.